# Campeonato de Apertura de la Asociación de Football de Santiago 1931
El Campeonato de Apertura de la Asociación de Football de Santiago 1931 fue una edición de la antigua copa doméstica de la Asociación de Football de Santiago, competición de fútbol de carácter oficial y amateur de la capital de Chile, correspondiente a la temporada 1931. Se jugó desde el 11 de abril hasta el 21 de mayo de 1931.
Su organización estuvo a cargo de la Asociación de Football de Santiago y contó con la participación de los ocho equipos de la División de Honor. La competición se jugó bajo el sistema de eliminación directa, en partidos únicos.
El campeón fue Magallanes, que, con una victoria por 2-1 ante Audax Italiano en la final, se adjudicó el título del Campeonato de Apertura de la Asociación de Football de Santiago.

## Antecedentes
En 1931, luego de negarse a realizar el campeonato de la División de Honor en dos ruedas, la Asociación de Football de Santiago organizó el Campeonato de Apertura, que se jugó entre abril y mayo, y contó con la particularidad de que los encuentros se disputaron con dos tiempos de 30 minutos.

## Reglamento de juego
La competición se jugó bajo el sistema de eliminación directa, en partidos únicos, hasta dejar a un único competidor que resultaba campeón.
Cada partido se disputó en dos tiempos de 30 minutos.

## Equipos participantes

### Información de los clubes
| Equipo                   | Ciudad            |
| ------------------------ | ----------------- |
| Audax Italiano           | Santiago de Chile |
| Santiago Badminton       | Santiago de Chile |
| Colo-Colo                | Santiago de Chile |
| Green Cross              | Santiago de Chile |
| Liverpool Wanderers      | Santiago de Chile |
| Magallanes               | Santiago de Chile |
| Santiago                 | Santiago de Chile |
| Unión Deportiva Española | Santiago de Chile |

## Resultados
|  | Cuartos de final    | Cuartos de final |                    |                | Semifinales | Semifinales |  |            | Final      | Final      |  |
|  | 11 de abril         | 11 de abril      |                    |                | 12 de abril | 12 de abril |  |            | 21 de mayo | 21 de mayo |  |
|  |                     |                  |                    |                |             |             |  |            |            |            |  |
|  |                     |                  |                    |                |             |             |  |            |            |            |  |
|  | Colo-Colo           | 0                |                    |                |             |             |  |            |            |            |  |
|  | Colo-Colo           | 0                |                    |                |             |             |  |            |            |            |  |
|  | U. D. Española      | 2                |                    |                |             |             |  |            |            |            |  |
|  | U. D. Española      | 2                |                    | U. D. Española | 1           |             |  |            |            |            |  |
|  |                     |                  |                    | U. D. Española | 1           |             |  |            |            |            |  |
|  |                     |                  | Magallanes         | 5              |             |             |  |            |            |            |  |
|  | Magallanes          | 4                | Magallanes         | 5              |             |             |  |            |            |            |  |
|  | Magallanes          | 4                |                    |                |             |             |  |            |            |            |  |
|  | Santiago            | 0                |                    |                |             |             |  |            |            |            |  |
|  | Santiago            | 0                |                    |                |             |             |  | Magallanes | 2          |            |  |
|  |                     |                  |                    |                |             |             |  | Magallanes | 2          |            |  |
|  |                     |                  | Audax Italiano     | 1              |             |             |  |            |            |            |  |
|  | Audax Italiano      | 5                | Audax Italiano     | 1              |             |             |  |            |            |            |  |
|  | Audax Italiano      | 5                |                    |                |             |             |  |            |            |            |  |
|  | Green Cross         | 1                |                    |                |             |             |  |            |            |            |  |
|  | Green Cross         | 1                |                    | Audax Italiano | 1           |             |  |            |            |            |  |
|  |                     |                  |                    | Audax Italiano | 1           |             |  |            |            |            |  |
|  |                     |                  | Santiago Badminton | 0              |             |             |  |            |            |            |  |
|  | Santiago Badminton  | 3                | Santiago Badminton | 0              |             |             |  |            |            |            |  |
|  | Santiago Badminton  | 3                |                    |                |             |             |  |            |            |            |  |
|  | Liverpool Wanderers | 1                |                    |                |             |             |  |            |            |            |  |
|  | Liverpool Wanderers | 1                |                    |                |             |             |  |            |            |            |  |
|  |                     |                  |                    |                |             |             |  |            |            |            |  |

### Cuartos de final
| Campeonato de Apertura de la AFS 1931 Cuartos de final; 11 de abril de 1931 | Colo-Colo | 0:2 | Unión Deportiva Española |  |  |
|                                                                             |           |     | Anotado · Anotado        |  |  |

| Campeonato de Apertura de la AFS 1931 Cuartos de final; 11 de abril de 1931 | Magallanes                            | 4:0 | Santiago |  |  |
|                                                                             | Anotado · Anotado · Anotado · Anotado |     |          |  |  |

| Campeonato de Apertura de la AFS 1931 Cuartos de final; 11 de abril de 1931 | Audax Italiano                                  | 5:1 | Green Cross |  |  |
|                                                                             | Anotado · Anotado · Anotado · Anotado · Anotado |     | Anotado     |  |  |

| Campeonato de Apertura de la AFS 1931 Cuartos de final; 11 de abril de 1931 | Santiago Badminton          | 3:1 | Liverpool Wanderers |  |  |
|                                                                             | Anotado · Anotado · Anotado |     | Anotado             |  |  |

### Semifinales
| Campeonato de Apertura de la AFS 1931 Semifinales; 12 de abril de 1931 | Magallanes                                      | 5:1 | Unión Deportiva Española |  |  |
|                                                                        | Anotado · Anotado · Anotado · Anotado · Anotado |     | Anotado                  |  |  |

| Campeonato de Apertura de la AFS 1931 Semifinales; 12 de abril de 1931 | Audax Italiano | 1:0 | Santiago Badminton |  |  |
|                                                                        | Anotado        |     |                    |  |  |

### Final
|       | POR | Soto     |  |
|       | DEF | Saavedra |  |
|       | DEF | Peña     |  |
|       | MED | Arellano |  |
|       | MED | Jeria    |  |
|       | MED | Zapata   |  |
|       | DEL | Zúñiga   |  |
|       | DEL | Jerez    |  |
|       | DEL | Ortiz    |  |
|       | DEL | Carmona  |  |
|       | DEL | Jorquera |  |
| D. T. |     |          |  |

|       | POR | Victorio Steffani |  |
|       | DEF | Guillermo Corbari |  |
|       | DEF | Max Fischer       |  |
|       | MED | Ócar Bustos       |  |
|       | MED | Guillermo Riveros |  |
|       | MED | Chiponti          |  |
|       | DEL | López             |  |
|       | DEL | Enrique Sorrel    |  |
|       | DEL | Moisés Avilés     |  |
|       | DEL | Scala             |  |
|       | DEL | Tomás Ojeda       |  |
| D. T. |     |                   |  |

| 34' · 55' | Zúñiga | 1-0 2-1 |

| Anotado | Enrique Sorrel | 1-1 |

| Principal | Roberto Aguirre |

|       | POR | Soto     |  |
|       | DEF | Saavedra |  |
|       | DEF | Peña     |  |
|       | MED | Arellano |  |
|       | MED | Jeria    |  |
|       | MED | Zapata   |  |
|       | DEL | Zúñiga   |  |
|       | DEL | Jerez    |  |
|       | DEL | Ortiz    |  |
|       | DEL | Carmona  |  |
|       | DEL | Jorquera |  |
| D. T. |     |          |  |

|       | POR | Victorio Steffani |  |
|       | DEF | Guillermo Corbari |  |
|       | DEF | Max Fischer       |  |
|       | MED | Ócar Bustos       |  |
|       | MED | Guillermo Riveros |  |
|       | MED | Chiponti          |  |
|       | DEL | López             |  |
|       | DEL | Enrique Sorrel    |  |
|       | DEL | Moisés Avilés     |  |
|       | DEL | Scala             |  |
|       | DEL | Tomás Ojeda       |  |
| D. T. |     |                   |  |

| 34' · 55' | Zúñiga | 1-0 2-1 |

| Anotado | Enrique Sorrel | 1-1 |

| Principal | Roberto Aguirre |

|       | POR | Soto     |  |
|       | DEF | Saavedra |  |
|       | DEF | Peña     |  |
|       | MED | Arellano |  |
|       | MED | Jeria    |  |
|       | MED | Zapata   |  |
|       | DEL | Zúñiga   |  |
|       | DEL | Jerez    |  |
|       | DEL | Ortiz    |  |
|       | DEL | Carmona  |  |
|       | DEL | Jorquera |  |
| D. T. |     |          |  |

|       | POR | Victorio Steffani |  |
|       | DEF | Guillermo Corbari |  |
|       | DEF | Max Fischer       |  |
|       | MED | Ócar Bustos       |  |
|       | MED | Guillermo Riveros |  |
|       | MED | Chiponti          |  |
|       | DEL | López             |  |
|       | DEL | Enrique Sorrel    |  |
|       | DEL | Moisés Avilés     |  |
|       | DEL | Scala             |  |
|       | DEL | Tomás Ojeda       |  |
| D. T. |     |                   |  |

| 34' · 55' | Zúñiga | 1-0 2-1 |

| Anotado | Enrique Sorrel | 1-1 |

| Principal | Roberto Aguirre |

|       | POR | Soto     |  |
|       | DEF | Saavedra |  |
|       | DEF | Peña     |  |
|       | MED | Arellano |  |
|       | MED | Jeria    |  |
|       | MED | Zapata   |  |
|       | DEL | Zúñiga   |  |
|       | DEL | Jerez    |  |
|       | DEL | Ortiz    |  |
|       | DEL | Carmona  |  |
|       | DEL | Jorquera |  |
| D. T. |     |          |  |

|       | POR | Victorio Steffani |  |
|       | DEF | Guillermo Corbari |  |
|       | DEF | Max Fischer       |  |
|       | MED | Ócar Bustos       |  |
|       | MED | Guillermo Riveros |  |
|       | MED | Chiponti          |  |
|       | DEL | López             |  |
|       | DEL | Enrique Sorrel    |  |
|       | DEL | Moisés Avilés     |  |
|       | DEL | Scala             |  |
|       | DEL | Tomás Ojeda       |  |
| D. T. |     |                   |  |

| 34' · 55' | Zúñiga | 1-0 2-1 |

| Anotado | Enrique Sorrel | 1-1 |

| Principal | Roberto Aguirre |

## Campeón
| Santiago de Chile     |
| Magallanes 1.º título |